# Старополтавское сельское поселение
Старополта́вское се́льское поселе́ние — муниципальное образование в Старополтавском районе Волгоградской области.
Административный центр поселения — село Старая Полтавка.

## История
Старополтавское сельское поселение образовано 17 января 2005 года в соответствии с Законом Волгоградской области № 991-ОД.

## Население
| 2010  | 2012  | 2013  | 2014  | 2015  | 2016  | 2017  |
| ----- | ----- | ----- | ----- | ----- | ----- | ----- |
| 4084  | ↗4098 | ↗4104 | ↗4140 | ↗4159 | ↘4155 | ↗4159 |
| 2018  | 2019  | 2020  | 2021  |       |       |       |
| ↘4144 | ↘4097 | ↗4167 | ↘4042 |       |       |       |

## Состав сельского поселения
| № | Населённый пункт | Тип населённого пункта       | Население |
| - | ---------------- | ---------------------------- | --------- |
| 1 | Старая Полтавка  | село, административный центр | ↘4042     |